# Mimicat
Mimicat, artistnamn för Marisa Isabel Lopes Mena, född 25 oktober 1985 i Coimbra, är en portugisisk sångare och låtskrivare.
Hon representerade Portugal i Eurovision Song Contest 2023 med låten "Ai coração". År 2001 tävlade hon i den portugisiska uttagningen i Eurovision, Festival da Canção, med låten "Mundo colorido" under artistnamnet Izamena, men gick inte vidare till semifinalerna.